# Aphanius arakensis
Aphanius arakensis is een straalvinnige vissensoort uit de familie van de eierleggende tandkarpers (Cyprinodontidae). De wetenschappelijke naam van de soort is voor het eerst geldig gepubliceerd in 2012 door Teimori, Esmaeili, Gholami, Zarei & Reichenbacher.